# Santa Maria de la Figuerosa
Santa Maria de la Figuerosa és l'antiga església parroquial de la Figuerosa, del municipi de Tàrrega, inclosa a l'Inventari del Patrimoni Arquitectònic de Catalunya. Les seves restes formen un conjunt aïllat amb la rectoria construïda en un moment anterior al segle xix i són situades a ponent de la travessia de Sant Marçal, molt a prop de la bàscula del petit nucli.

## Història
El lloc de la Figuerosa, juntament amb el seu castell, foren conquerits pel comte Ermengol IV d'Urgell el qual, l'any 1075 els donà en alou a Arnau Traver i la seva muller Adalgarda. L'església de la Figerosa s'esmenta el 1098 en l'acta de consagració de l'església de Santa Maria de Guissona, però probablement seria una edificació anterior al temple romànic o estaria situada en un indret diferent. A l'inici del segle xii, l'any 1105, els esposos Mir Arnau i Sança feren donació de l'indret i l'església a la canònica de Santa Maria de Solsona, possessió confirmada el 1151 en la butlla del papa Eugeni III, referent a les esglésies pertanyents a la canònica de Solsona i el 1163 en la tercera consagració de Santa Maria de Solsona. Posteriorment, el 1180, li fou ratificada pel papa Alexandre III. El 1391 el rector de l'església de la Figuerosa contribueix amb 16 sous a la dècima recaptada a la diòcesi d'Urgell.

## Arquitectura

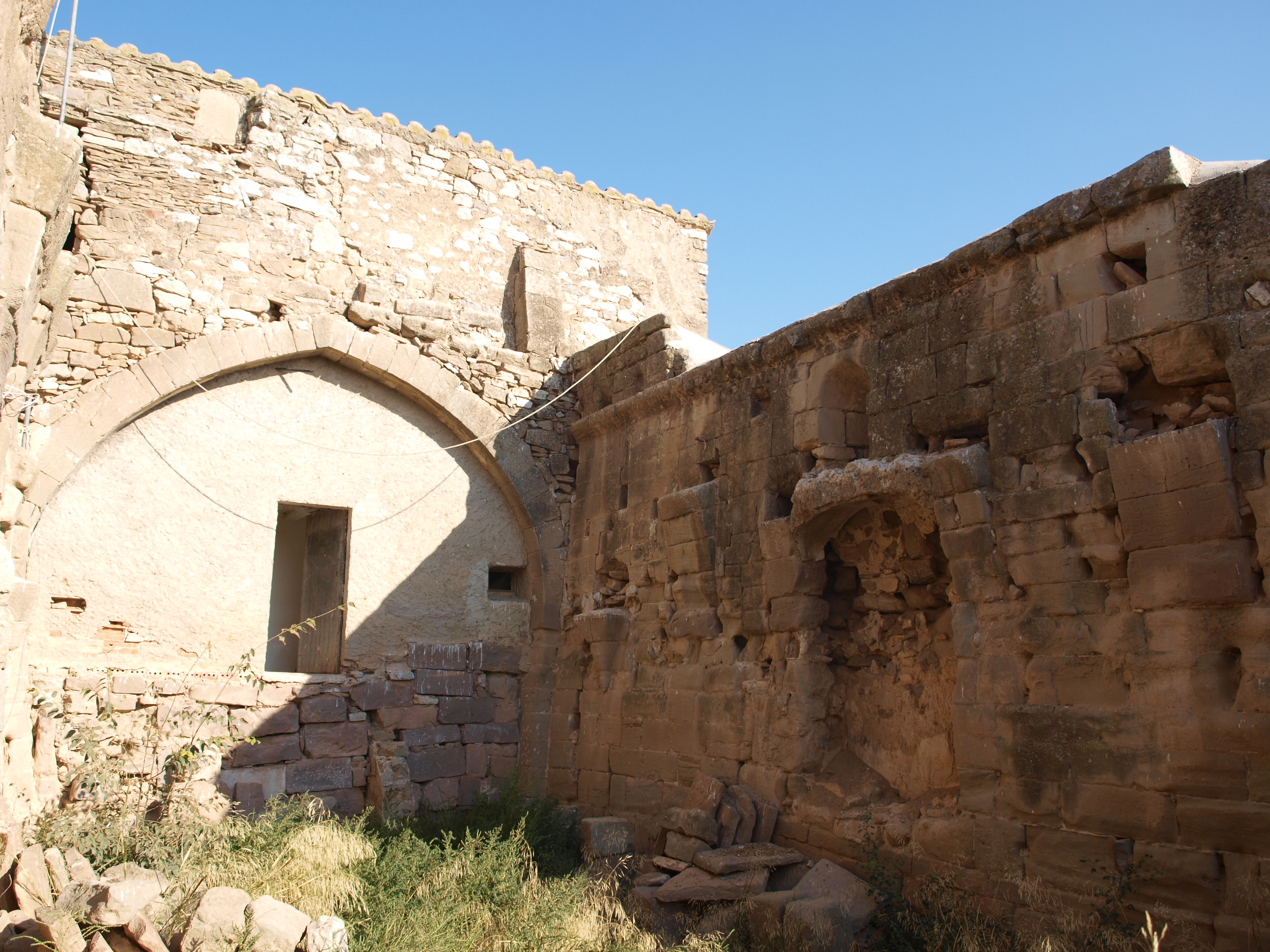
Arc apuntat presbiteral tapiat per la paret de la rectoria.(octubre 2011)

És un edifici d'una sola nau rectangular amb coberta probablement de Volta apuntada tal com ho indica el gran arc presbiteral apuntat i paredat que es troba integrat a la paret que limita amb la rectoria i que ens indica que l'església era capçada a llevant per un absis, ara desaparegut. El mur de tramuntana conserva una llargada de 14,75 m, que corresponen a la llargada que tindria la nau de l'església, descomptant l'absis, i té una amplada d'1,25 m. El mur de ponent té una llargada de 7,40 m per la part superior i 7,80 m per la part inferior. La porta s'obre a la façana de tramuntana i és feta amb un arc de mig punt de dovelles polides i extradossades per una motllura que arrenca de dues impostes, dins d'un estil romànic cistercenc, sobre les quals descansa la llinda. La portalada està feta amb pedra sorrenca i hi distingim alguns signes de picapedrer. El mur de la façana nord és reforçat, quasi en angle amb el mur de ponent, amb un contrafort que arrenca a la mateixa alçada que les motllures de les impostes. A la vora de la porta es veu l'empremta d'un segon contrafort que també apuntalava el mur i que fou desmuntat. Al mur de migjorn es conserva una finestra d'arc de mig punt i d'una sola esqueixada a l'exterior amb llinda monolítica. A l'interior del mateix mur s'obren uns arcosolis possiblement destinats a allotjar imatges i la pica baptismal. Fotografies de principis de segle mostren un campanar doble d'espadanya, avui desaparegut, situat al capdamunt del mur de migjorn. L'aparell ha estat fet de carreus de pedra sorrenca, de mida mitjana, ben tallats i polits a la banda interior, i disposats ordenadament en filades regulars.
Per les seves característiques, l'església de Santa Maria podria correspondre a una obra del segle xii.